# Nops guanabacoae
Nops guanabacoae (лат.) — вид мелких пауков рода Nops из семейства Caponiidae. Центральная Америка: Куба.

## Описание
Длина самца около 6 мм. На головогруди имеют только 2 глаза. Максиллярные пальпы с очень коротким первым сегментом. Обитают под камнями и в подстилочном ярусе.
Вид Nops guanabacoae был впервые описан в 1839 году британским энтомологом Уильямом Маклеем (William Sharp Macleay; 1792—1865) и назван по месту, где был впервые обнаружен. Таксон Nops guanabacoae включён в состав рода Nops MacLeay, 1839 (вместе с Nops enae, Nops ernestoi и другими).

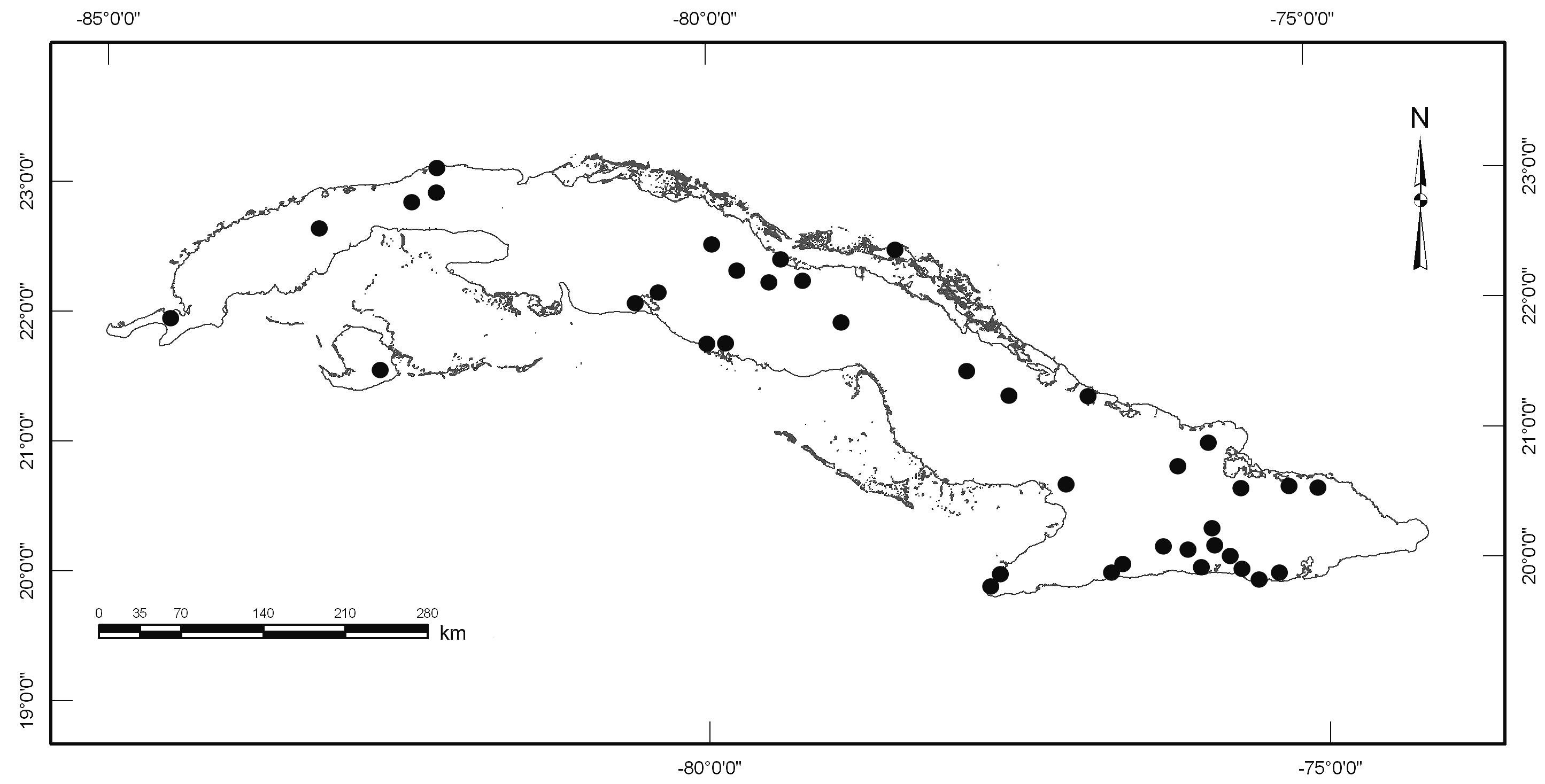
Ареал Nops guanabacoae
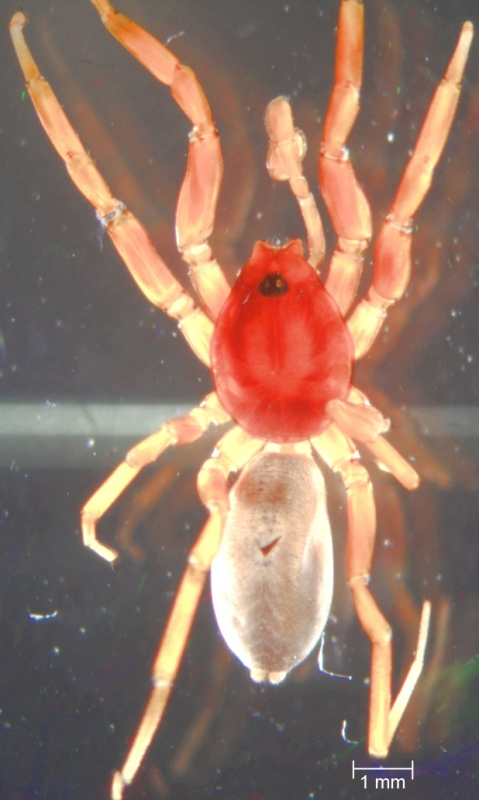
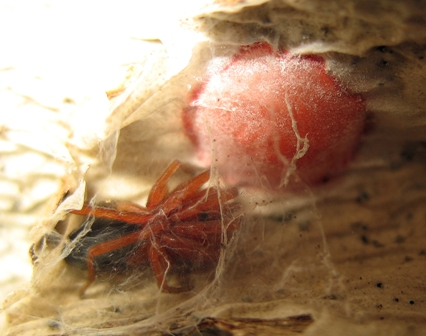
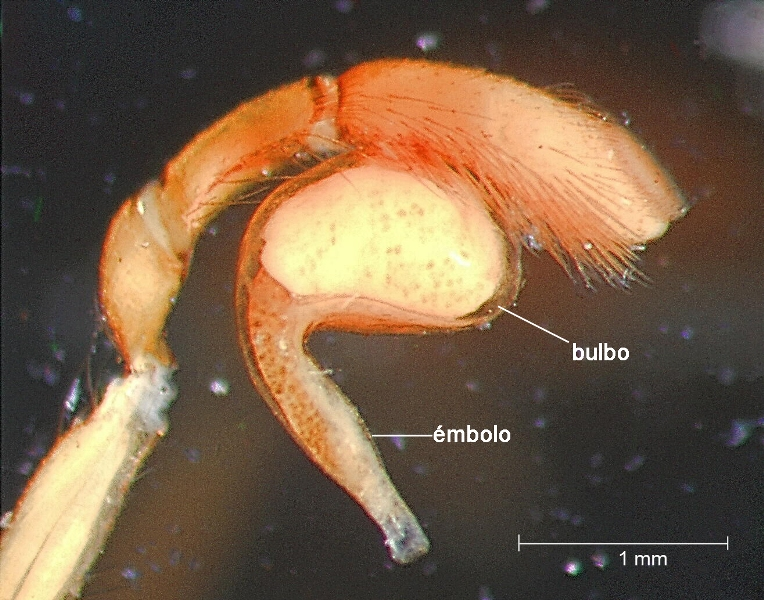
Пальпы самца
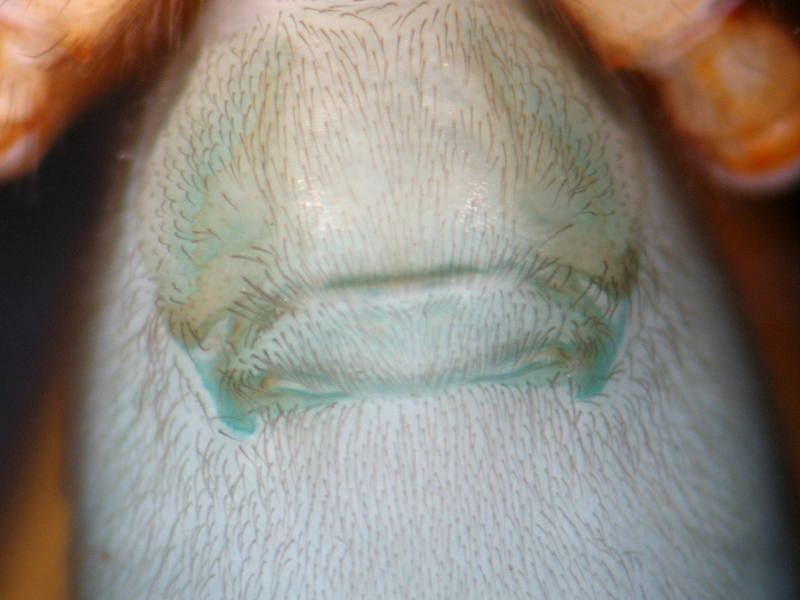
Гениталии самки (внешние)
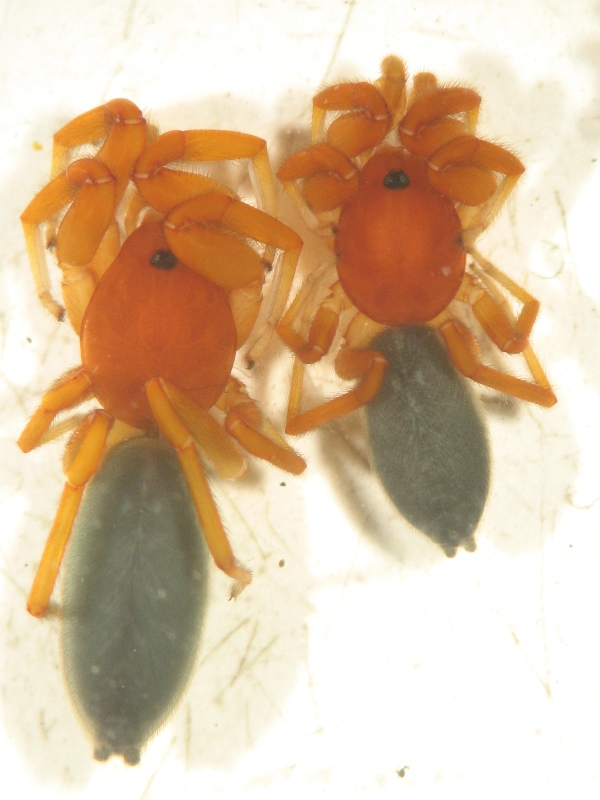
Самка (справа) и самец (слева), сверху.
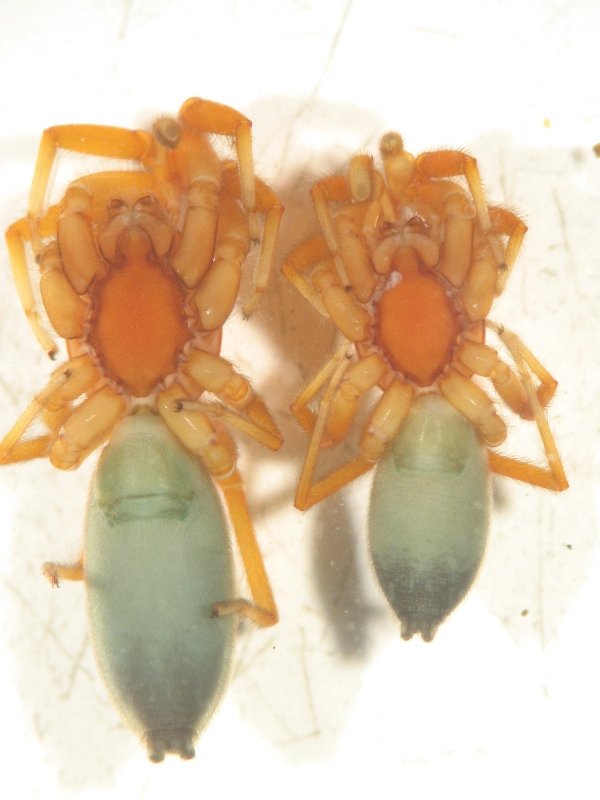
Самка (справа) и самец  (слева), снизу.